# Osoba prawna
Osoba prawna – jeden z rodzajów podmiotów prawa cywilnego. Osobę prawną definiuje się zazwyczaj jako trwałe zespolenie ludzi i środków materialnych w celu realizacji określonych zadań, wyodrębnione w postaci jednostki organizacyjnej wyposażonej przez prawo (przepisy prawa cywilnego) w osobowość prawną. Taka jednostka organizacyjna ma wtedy pełnię podmiotowości prawnej, w szczególności nabywa zdolność prawną oraz zdolność do czynności prawnych (oraz odpowiednio zdolność sądową i procesową).
Osobę prawną charakteryzuje nazwa i siedziba. Osoby prawne nie mają wielu praw i obowiązków o charakterze cywilnym. Nie mogą na przykład sporządzać testamentów czy być spadkodawcą. Osoba prawna zawsze ma pełną zdolność do podejmowania czynności prawnych, czyli nie może zostać ich pozbawiona i nie można jej tych zdolności ograniczyć.

## Historia i koncepcje osób prawnych

### Średniowiecze i renesans
Jako pierwszy koncepcję osoby prawnej (jako „osoby fikcyjnej”) zastosował włoski teolog Sinibaldo Fieschi (przyszły papież Innocenty IV), w swoim dziele „Komentarz do pięciu ksiąg dekretałów”, opisując w ten sposób Kościół Katolicki.
W średniowieczu osobowość prawną posiadały fundacje o celach religijno-charytatywnych (tzw. piae causae), związki polityczno-terytorialne (opola, żupy), związki i instytucje religijne (katolickie biskupstwa i klasztory, żydowskie kahały), miasta (początkowo komuny północnowłoskie, w Polsce od około XIII wieku), organizacje miejskie (cechy i gildie kupieckie) i uniwersytety. Od połowy XVI wieku pojawiły się także kompanie handlowe oraz spółki komandytowe (osoby prawne mające na celu prowadzenie działalności gospodarczej).

### Historia powstania koncepcji osoby prawnej w USA
W roku 1886 sędzia Morrison Waite prowadzący sprawę Hrabstwo Santa Clara przeciw Kolej Południowego Wybrzeża Pacyfiku, w której to sprawie korporacja nie godziła się na wyższe obciążenia podatkowe niż osób fizycznych, powołując się na Czternastą Poprawkę do Konstytucji USA, zakazującej państwu odmawiania jakiejkolwiek osobie pozostającej w granicach jego jurysdykcji równej ochrony praw, uznał, że prawo to znajduje zastosowanie również do korporacji. Utrwalana w kolejnych sprawach przez Sąd Najwyższy USA linia orzecznictwa (Charleston R. R. Company przeciw Letson – 1844 r. – korporacje uzyskują wgląd do uchwał władz lokalnych i możliwości badania zgodności tych praw z konstytucją; Dartmouth College przeciw Woodward – 1819 r. – proces uniezależniania się od stanowych legislatur) spowodowała traktowanie korporacji niczym osób fizycznych, a orzeczenie ich rozwiązania zaczęto porównywać z karą śmierci wykonaną na organizacji.

### Koncepcje osób prawnych
Koncepcje negujące realne istnienie:
- teoria fikcji (Friedrich Carl von Savigny) – realnym podmiotem prawa może być tylko człowiek, zatem osoby prawne dopuszczane są do obrotu prawnego jedynie na podstawie fikcji prawnej
- teoria majątku celowego (Alois Brinz) – osoba prawna jest bezpodmiotowym majątkiem związanym z pewnym celem
- teoria interesu (Rudolf von Jhering) – osoba prawna jest tylko środkiem techniki prawnej (prawnie chroniony interes może być związany tylko z osobami fizycznymi)
- teoria kolektywnej własności (Marcel Planiol) – osoba prawna jest szczególną postacią własności kolektywnej (jej podmiotem jest zbiór ludzi – w przypadku własności państwa całe społeczeństwo)

Koncepcje uznające realny byt:
- teoria organiczna (Otto von Gierke) – osoba prawna to realny, psychofizyczny organizm ukształtowany na wzór organizmu biologicznego
- teoria ujmujące osobę prawną jako realny twór społeczny (R. Saleilles, Fryderyk Zoll)

## Systemy powstawania osób prawnych
- system koncesyjny – powstanie osoby prawnej uzależnione od specjalnego zezwolenia władz; system historycznie wcześniejszy.
- system notyfikacyjny – zgodnie z którym osoba prawna powstaje z chwilą otrzymania przez właściwy organ administracji publicznej zawiadomienia o jej utworzeniu przez zainteresowane podmioty. W Polsce w latach dziewięćdziesiątych dotyczył on partii politycznych, ale potem został zarzucony na rzecz trybu rejestrowego. Obecnie dotyczy osób prawnych  będących terytorialnymi lub personalnymi jednostkami Kościoła katolickiego, erygowanych w oparciu o przepisy dotyczące kościelnych osób prawnych kodeksu prawa kanonicznego.
- system rejestracyjny (normatywny) – akt normatywny określa w sposób generalny przesłanki, od których spełnienia zależy powstanie konkretnej osoby prawnej; jedną z przesłanek jest wpis do odpowiedniego rejestru (nie ma potrzeby uzyskiwania zezwolenia organu państwa). Przejście na system rejestracyjny nastąpiło na przełomie XIX i XX wieku. Jest uważany za najpewniejszy i najbezpieczniejszy dla obrotu gospodarczego. Przykładem jest Krajowy Rejestr Sądowy.
- system ustawowy – w drodze ustawy tworzona jest pewna instytucja, a przepisy tej ustawy nadają jej jednocześnie osobowość prawną. W tym trybie powstają m.in. uczelnie publiczne, a także wyspecjalizowane agencje państwowe.

## Rodzaje osób prawnych
- korporacje (związki osób) – zbiorowości osób fizycznych mających kompetencje do dysponowania majątkiem korporacji i rozwijania jej działalności
- zakłady (fundacje)[3] – masy majątkowe oparte na majątku, który miał być przeznaczony na dany cel (określony w akcie fundacyjnym)

## Zdolność prawna
Zdolność prawna osób prawnych powstaje z chwilą powstania osoby prawnej. Podstawą powstania osoby prawnej, inaczej niż w przypadku osoby fizycznej, są: akty założycielskie, statuty oraz umowy założenia.
Od momentu zawiązania osoby prawnej staje się ona podmiotem praw i obowiązków oraz może już być uczestnikiem obrotu prawnego. Nie może jednak jeszcze zaciągać we własnym imieniu zobowiązań ani nabywać praw. Tak więc zdolność prawną będzie miała na przykład spółka akcyjna lub spółka z ograniczoną odpowiedzialnością w organizacji, która występuje już w obrocie, ale nie może jeszcze występować we własnym imieniu.

## Osoby prawne w prawie międzynarodowym

### Prawo międzynarodowe prywatne
Istnieją pewne rozbieżności co do statutu personalnego osoby prawnej, czyli jakiemu prawu ma podlegać ocena zdolności i inne elementy statutu osobowego osoby prawnej. Największą popularnością cieszy się teoria siedziby osoby prawnej. Na jej gruncie stoi polska ustawa Prawo prywatne międzynarodowe z 2011 roku, która stanowi, że zdolność osoby prawnej podlega prawu państwa, w którym osoba ta ma siedzibę.
Europejski Trybunał Sprawiedliwości w wyroku z 5 listopada 2002 roku w sprawie Überseering BV przeciwko Nordic Construction Company Baumanagement GmbH stwierdził, że spółka założona zgodnie z prawem jednego państwa członkowskiego powinna być uznana w innym państwie członkowskim, do którego przeniosła swoją rzeczywistą siedzibę. Z kolei to inne państwo członkowskie powinno uznać jej zdolność prawną i sądową, przyznaną jej przez prawo państwo, w którym powstała. W wyroku z 13 grudnia 2005 roku w sprawie Sevic System AG stwierdził, że przepisy krajowe utrudniające spółkom połączenie transgraniczne są niezgodne z gwarantowaną przez Traktat swobodą przedsiębiorczości.
Konwencja lugańska przy ustalaniu siedziby osób prawnych nakazuje posługiwać się normami własnego prawa prywatnego międzynarodowego. Rozporządzenie Rady (WE) nr 44/2001 z 22 grudnia 2000 roku o jurysdykcji oraz uznawaniu i wykonywaniu orzeczeń w sprawach cywilnych i handlowych stwierdza, że spółki i osoby prawne mają „miejsce zamieszkania” tam, gdzie znajduje się ich statutowa siedziba, główny organ zarządzający lub główne przedsiębiorstwo. W efekcie powód ma wybór prawa, na podstawie prawa którego „miejsca zamieszkania” wytoczy sprawę.
„Fuzja dwóch osób prawnych mających siedzibę w różnych państwach wymaga zachowania przesłanek przewidzianych w obu wchodzących w grę systemach prawnych”.

### Prawo międzynarodowe publiczne
Osobną kategorię stanowią międzynarodowe osoby prawne, działające na podstawie norm publicznego prawa międzynarodowego.

## W prawie polskim

### Informacje ogólne
Powstanie, ustrój i ustanie osób prawnych określają właściwe przepisy, tak więc osobami prawnymi są tylko takie jednostki organizacyjne, którym prawo wprost nadaje ten status; nie wolno więc tworzyć nowych rodzajów osób prawnych nieprzewidzianych przez prawo. Prawo również określa organy osoby prawnej, za pomocą których osoba ta działa. Niekiedy dopuszczalna jest w tym zakresie pewna swoboda – wtedy trzeba określić sposób działania organów osoby prawnej w jej statucie (lub umowie – akcie założycielskim). Jednostka organizacyjna uzyskuje osobowość prawną z chwilą jej wpisu do właściwego rejestru, chyba że przepisy szczególne stanowią inaczej – jest regułą, że osoba prawna musi zostać wpisana do właściwego rejestru (w Polsce najczęściej jest to Krajowy Rejestr Sądowy) prowadzonego przez właściwy organ (np. sąd rejestrowy).

### Zdolność do czynności prawnych
Zdolność do czynności prawnych oznacza możliwość zaciągania zobowiązań i nabywania praw. Osoby fizyczne zdolność taką osiągają z chwilą osiągnięcia pełnoletniości, osoby prawne natomiast osiągają ją z chwilą wpisu do właściwego rejestru (np. wpis do Krajowego Rejestru Sądowego). Dopiero od chwili wpisu jednostka jest osobą prawną. Do tego czasu pozostaje jednostką bez osobowości prawnej. W przypadku osób prawnych nie ma rozgraniczenia w zdolności do czynności prawnych na pełną i ograniczoną. Osoba prawna, dopóki figuruje we właściwym rejestrze, ma zawsze pełną zdolność do czynności prawnych.
Prawo cywilne wyróżnia jeszcze trzeci typ uczestników obrotu prawnego, którym są jednostki organizacyjne nieposiadające osobowości prawnej, czyli takie jednostki, które nie są osobami prawnymi, ale została im przyznana zdolność prawna. Takimi jednostkami są między innymi: spółki osobowe (spółka jawna, spółka partnerska, spółka komandytowa, spółka komandytowo-akcyjna), wspólnoty mieszkaniowe, stowarzyszenia zwykłe oraz spółka z ograniczoną odpowiedzialnością i spółka akcyjna w organizacji.

### Rodzaje osób prawnych
Wśród osób prawnych polska nauka prawa rozróżnia następujące rodzaje osób prawnych: Skarb Państwa i państwowe osoby prawne, jednostki samorządu terytorialnego oraz ich związki, a także korporacje (związki osób) i fundacyjne osoby prawne (masy majątkowe). Osoba prawna jest tworem abstrakcyjnym – nie istnieje namacalnie. W związku z tym w nauce prawa istnieje kilka teorii wyjaśniających istotę osoby prawnej.
Kwestie wspólne dla wszystkich osób prawnych są regulowane przez kodeks cywilny, który też ustanawia jedną z tych osób, o specjalnym statusie – Skarb Państwa. Inne kategorie osób prawnych są ustanawiane przez ustawy szczególne. Do najważniejszych z nich należą:
- spółki kapitałowe (Kodeks spółek handlowych):
  - spółka akcyjna
  - spółka z ograniczoną odpowiedzialnością
  - prosta spółka akcyjna
- spółdzielnia (Prawo spółdzielcze)
- przedsiębiorstwo państwowe (ustawa o przedsiębiorstwach państwowych)
- jednostki samorządu terytorialnego: gmina, powiat, województwo (ustawy o samorządzie gminnym, o samorządzie powiatowym i o samorządzie województwa)
- Kościół oraz związki wyznaniowe i poszczególne ich jednostki organizacyjne, np. diecezje, parafie, organizacje kościelne itp. (ustawy regulujące status poszczególnych wyznań)
- uczelnia (Prawo o szkolnictwie wyższym i nauce)
- fundacja (ustawa o fundacjach)
- państwowa lub samorządowa instytucja kultury (ustawa o organizowaniu i prowadzeniu działalności kulturalnej)[8]
- instytut badawczy (ustawa o instytutach badawczych)
- partia polityczna (ustawa o partiach politycznych)
- stowarzyszenie rejestrowe (Prawo o stowarzyszeniach)
- samodzielny publiczny zakład opieki zdrowotnej (ustawa o działalności leczniczej)
- związek zawodowy (ustawa o związkach zawodowych)
- organizacja pracodawców (ustawa o organizacjach pracodawców)
- Polski Związek Łowiecki (Prawo łowieckie)
- koło łowieckie wpisane do rejestru prowadzonego przez właściwy zarząd okręgowy Polskiego Związku Łowieckiego (Prawo łowieckie)
- koło gospodyń wiejskich (ustawa o kołach gospodyń wiejskich)
- Towarzystwo Ubezpieczeń Wzajemnych oraz Towarzystwo Ubezpieczeń Wzajemnych na Życie (ustawa o działalności ubezpieczeniowej i reasekuracyjnej)
- Spółka wodna (Prawo wodne)

Istnieje wiele innych rodzajów osób prawnych, mających marginalne znaczenie.

### Podmioty niebędące osobami prawnymi
Osobami prawnymi nie są między innymi:
- jednostka organizacyjna nieposiadająca osobowości prawnej wyposażona w zdolność prawną, na przykład:
  - spółki osobowe:
    - spółka jawna
    - spółka partnerska
    - spółka komandytowa
    - spółka komandytowo-akcyjna

  - stowarzyszenie zwykłe
  - wspólnota mieszkaniowa
- organy władzy państwowej z aparatami towarzyszącymi (z niektórymi wyjątkami, jak jednostki samorządu terytorialnego, instytucje kultury)
- oddział osoby prawnej.

Osoby prawnej nie należy również mylić z przedsiębiorcą i z zakładem pracy lub pracodawcą. Zakresy tych pojęć się krzyżują – można być przedsiębiorcą, pracodawcą lub zakładem pracy, nie będąc osobą prawną, i odwrotnie.